# James Innes-Ker, VII duca di Roxburghe
James Henry Robert Innes-Ker, VII duca di Roxburghe (Kelso, 5 settembre 1839 – Kelso, 23 ottobre 1892), è stato un nobile scozzese.

## Biografia
Era il figlio di James Innes-Ker, VI duca di Roxburghe, e di sua moglie, Susanna Stephenia Dalbiac, figlia unica di Sir Charles Dalbiac. Sua madre era una delle dame della regina Vittoria fino alla sua morte nel 1895. Frequentò l'Eton College e il Christ Church di Oxford. 
Ha servito come membro del Parlamento per Roxburghshire (1870-1874).

## Matrimonio
L'11 giugno 1874 sposò Emily Anne Spencer-Churchill (14 novembre 1854-20 giugno 1923), figlia di John Spencer-Churchill, VII duca di Marlborough. Ebbero sette figli:
- Lady Margaret Frances Susan Innes-Ker (13 maggio 1875-15 dicembre 1930), sposò James Alexander Orr Ewing, ebbero una figlia;
- Henry Innes-Ker, VIII duca di Roxburghe (25 luglio 1876-29 settembre 1932);
- Lady Victoria Alexandrina Innes-Ker (1877-1970) sposò Charles Hyde Villiers, ebbero sei figli;
- Lady Isabel Innes-Ker (1879-1905) sposò Guy Greville Wilson, non ebbero figli;
- Lord Alastair Robert Innes-Ker (2 novembre 1880-1919), sposò Anne Breese[2], ebbero tre figli[3];
- Lady Anne Evelyn Innes-Ker (7 febbraio 1882-1958), sposò William Collins, ebbero due figli;
- Lord Robert Edward Innes-Ker (22 luglio 1885-19 luglio 1958), sposò, in prime nozze, Charlotte Josephine Cooney, non ebbero figli e in seconde nozze Eleanor Marie Woodhead, non ebbero figli.

## Morte
Morì il 23 ottobre 1892, all'età di 53 anni, a Floors Castle.